# Grzegorz Sobczyk
Grzegorz Sobczyk (né le 10 février 1981 à Zakopane, Pologne) est un ancien sauteur à ski polonais.

## Palmarès

### Coupe du Monde
- Meilleur résultat: 46e.